# Messico ai Giochi della II Olimpiade
Il Messico partecipò ai Giochi olimpici di Parigi dal 14 maggio al 28 ottobre 1900. I quattro messicani presenti nell'Olimpiade parigina ottennero la medaglia di bronzo nel torneo di polo, a pari merito con una squadra franco-britannica.

## Medaglie

### Medagliere per discipline
| Sport  | Oro | Argento | Bronzo | Totale |
| ------ | --- | ------- | ------ | ------ |
| Polo   | 0   | 0       | 1      | 1      |
| Totale | 0   | 0       | 1      | 1      |

### Medaglie di bronzo
| Medaglia | Nome | Sport | Evento          |
| -------- | --- | ----- | --------------- |
| Bronzo   | Eustaquio de Escandón y Barrón Manuel de Villavieja Escandón y Barrón Pablo de Escandón y Barrón Guillermo Hayden Wright | Polo  | Torneo maschile |

## Polo
| Evento          | Pos. | Squadra | Quarti | Semifinali                        | Finale    |
| --------------- | ---- | --- | ------ | --------------------------------- | --------- |
|                 |      | |        |                                   |           |
| Torneo maschile | 3°   | Messico Eustaquio de Escandón y Barrón Manuel de Villavieja Escandón y Barrón Pablo de Escandón y Barrón Guillermo Hayden Wright | Bye    | Sconfitta 8-0 vs. Rugby (GBR/USA) | Eliminati |
|                 |      | |        |                                   |           |